# Vincenzo Di Salvo
Vincenzo Di Salvo est un homme politique italien né en 1869.

## Biographie
Le baron Vincenzo Di Salvo a d'abord été élu maire de Baucina durant 18 ans.
Il est élu au conseil municipal de Palerme et est adjoint aux Finances dans l'une des juntes menées par Girolamo Di Martino. 
Lors des élections administratives de juillet 1914, il est élu sur la liste victorieuse conduite par Nunzio Nasi et Renzo Barbera. Mais ceux-ci, conscients de ne pouvoir obtenir seuls la tête de la ville malgré leur majorité absolue, négocient avec l'opposition un nom qui pourrait leur convenir et écarter le risque de la nomination d'un commissaire. Le choix se porte alors sur le baron Di Salvo, élu à leur côté mais respecté par l'opposition pour sa participation à une précédente junte.
Il forme une junte comprenant six adjoints de la minorité municipale, mais la désignation de Barbera comme conseiller principal  provoque leur démission, et leur remplacement par des nasiens. Quelques mois plus tard, en désaccord avec sa majorité sur l'élargissement de la ceinture douanière qu'il défend face au déficit municipal évalué à huit millions de lires, et irrité par le pouvoir de Barbera sur la municipalité, Di Salvo démissionne après 34 jours, en octobre 1914. Il laisse le fauteuil à Salvatore Tagliavia.
Il est élu député sur la liste libérale menée par Vittorio Emanuele Orlando aux élections législatives de 1919.